# شخصیت عنوان
شخصیت عنوان (انگلیسی: Title character) در یک اثر روایتی به کسی گفته می‌شود که نامش با عنوان آن اثر یکی است. در یک اثر نمایشی مانند نمایشنامه، تئاتر یا فیلم، در مورد بازیگری که شخصیت عنوان را بازی می‌کند، گفته می‌شود که نقش عنوان (انگلیسی: Title role) را در آن اثر دارد. عنوان اثر ممکن است تنها نام شخصیت عنوان باشد مانند مایکل کولینز و اتلو، یا یک عبارت یا جمله طولانی‌تر باشد مانند ماجراهای آلیس در سرزمین عجایب و ماجراهای تام سایر. شخصیت عنوان معمولاً — اما نه لزوماً — قهرمان داستان است. آثار روایی همیشه یک شخصیت عنوان ندارند و ابهاماتی در مورد آن وجود دارد.
نمونه‌های مختلفی از شخصیت عنوان در رسانه‌های مختلف عبارتند از: فیگارو در اپرای عروسی فیگارو، دکتر هو در مجموعه تلویزیونی دکتر هو، گریگوری هاوس در مجموعه تلویزیونی هاوس، هری پاتر در مجموعه رمان و مجموعه‌فیلم، رومئو مونتگیو و ژولیت کپیولت در نمایشنامه رومئو و ژولیت.